# Lake Melville
Lake Melville (Inuktitut: Tessiartosoak, Innu: Atatshi-unipek) is een estuarium van 3.069 km² centraal in de Canadese regio Labrador. Het zoutwater bevattend estuarium is zo'n 150 km lang en heeft een maximale breedte van 43 km, waardoor het bij verre het grootste estuarium van Newfoundland en Labrador is. 

## Geografie
Lake Melville vormt de westelijke helft van de Hamilton Inlet. Het oostelijkste punt van het estuarium wordt aangegeven door het grote Henrietta Island. Langs de westzijde van dat eiland staat het estuarium via de zogenaamde Cul-de-Sac in verbinding met de rest van de Hamilton Inlet, die daar een fjordachtig karakter heeft en uiteindelijk zo'n 35 km verder de Groswater Bay gaat vormen. Langs de zuidzijde van dat eiland gaat Lake Melville over in The Backway, een ruim 35 km lange zeearm die zelf ook in verbinding staat met het centrale deel van de Hamilton Inlet.
Het kerngedeelte van Lake Melville heeft geen eilanden. Enkel in het oosten liggen er een aantal, waarvan Neveisik Island en St. John Island de voornaamste zijn. 
In het uiterste westen heeft Lake Melville een grote baai, de Goose Bay genaamd, waarin de rivier de Churchill, de langste rivier van de provincie, uitmondt. Andere grote rivieren die in het estuarium uitmonden zijn de North West River, Goose River, Mulligan en Sebaskachu in het noorden en de Kenamu, English River en Kenemich in het zuiden.
Een groot deel van de zuidkust van het estuarium maakt deel uit van het Nationaal Park Mealy Mountains.

### Plaatsen
De aan elkaar grenzende plaatsen Sheshatshiu en North West River, die gelegen zijn aan de monding van de North West River, zijn de enige plaatsen aan de oevers van Lake Melville. Ook de veerhaven van Happy Valley-Goose Bay ligt aan Lake Melville, maar de plaats zelf ligt aan de Churchill net vóór diens monding. Rigolet ligt een eind ten oosten van Lake Melville, aan het centrale stuk van de Hamilton Inlet.

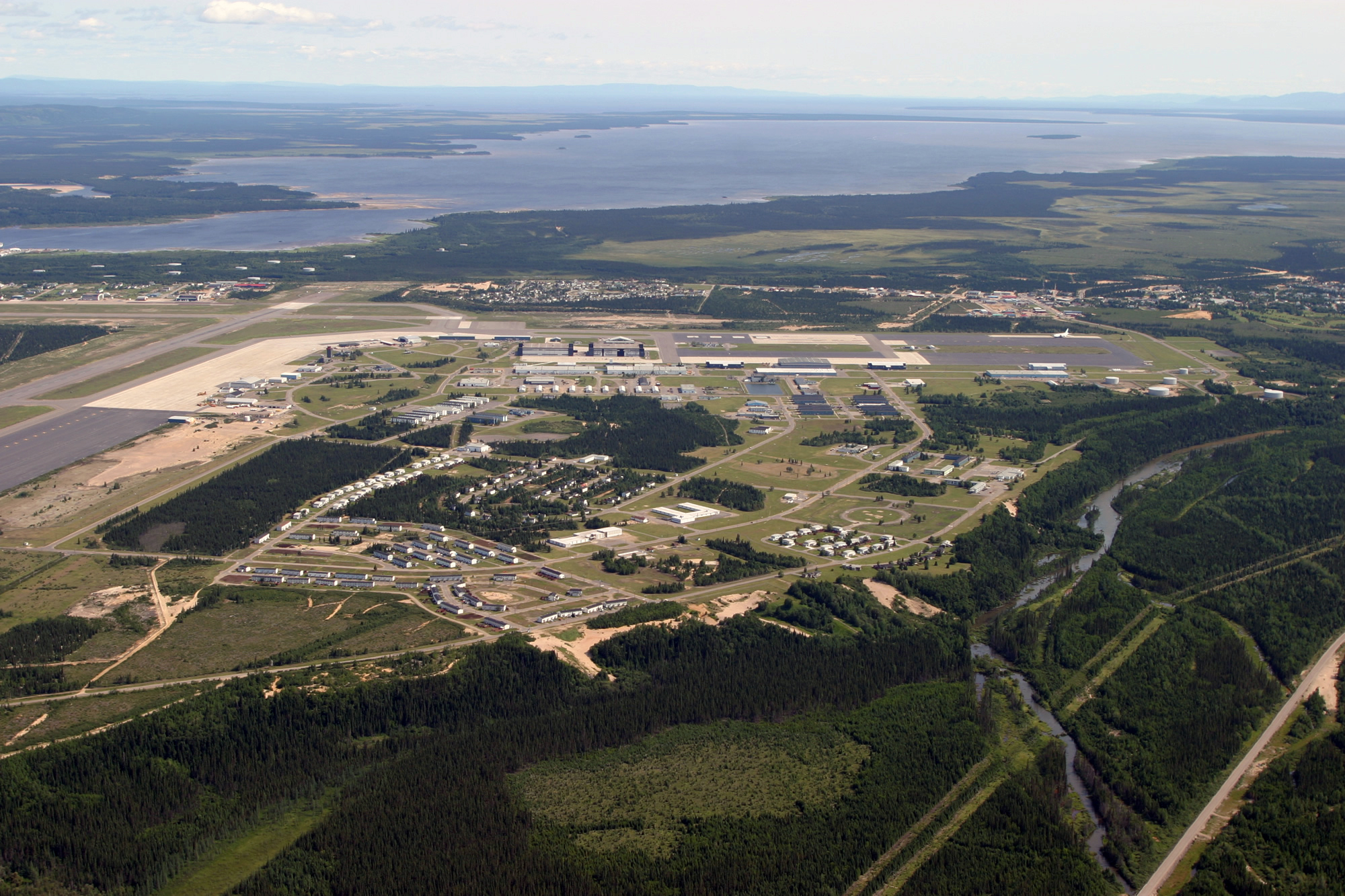
Luchtbeeld van de luchtmachtbasis Goose Bay met in de achtergrond de gelijknamige baai van Lake Melville